# Fritz-Reuter-Straße 1 (München)

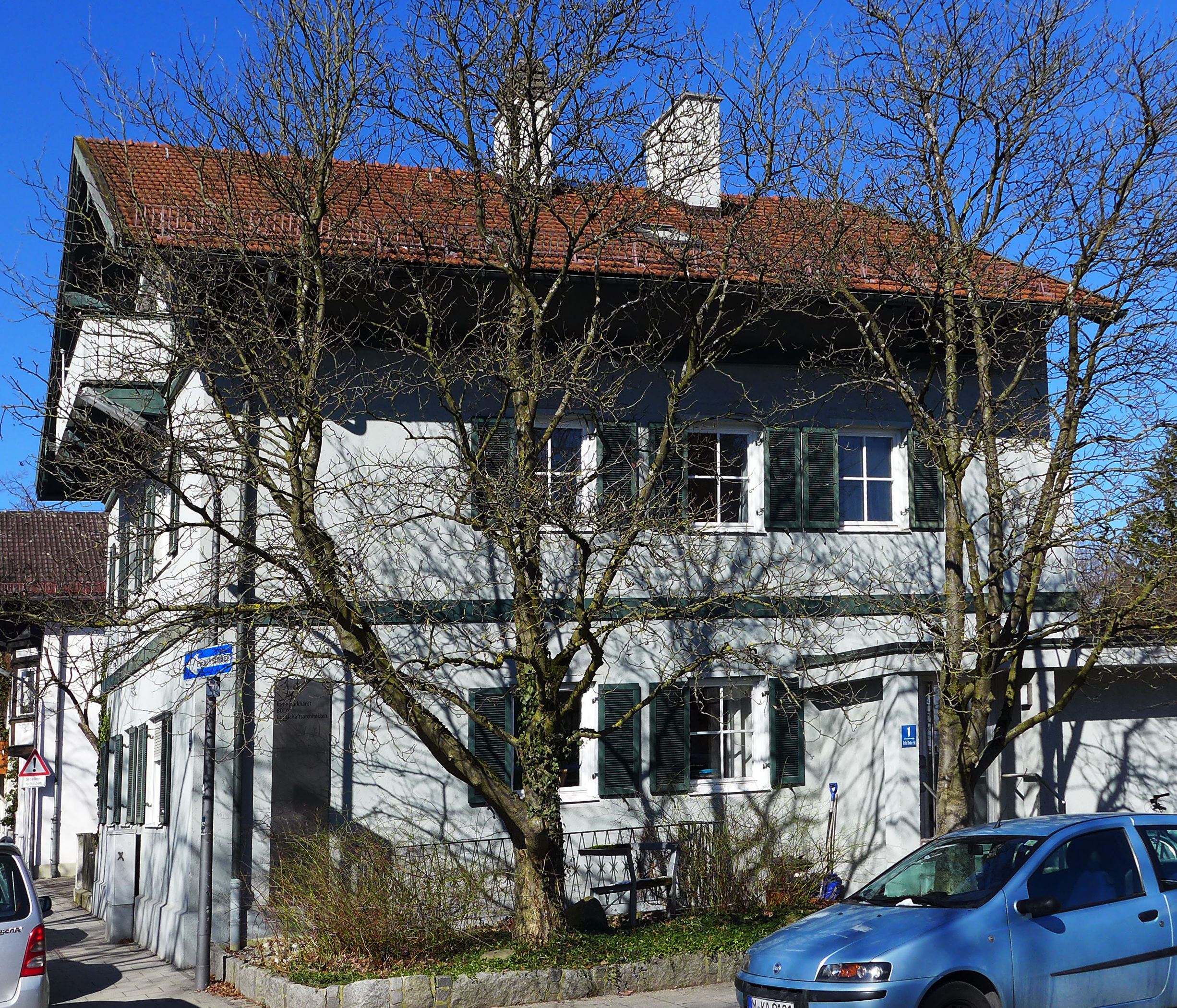
Wohnhaus Fritz-Reuter-Straße 1 im Stadtteil Pasing von München

Das Gebäude Fritz-Reuter-Straße 1 im Stadtteil Pasing der bayerischen Landeshauptstadt München wurde 1893/94 errichtet. Das Wohnhaus in der Fritz-Reuter-Straße, das zur Frühbebauung der Villenkolonie Pasing I gehört, ist ein geschütztes Baudenkmal.
Der zweigeschossige Satteldachbau in Ecklage, mit Zierfachwerk, Holzbalkon und holzverschaltem Kniestock wurde nach Plänen des Architekturbüros August Exter im Heimatstil errichtet. Das Wohnhaus steht in giebelseitiger Stellung an der Nordseite des Wensauerplatzes. Es wurde stark verändert, so wurde die Fensterfront der Giebelseite vergrößert. Im Erdgeschoss befand sich ursprünglich ein Ladengeschäft.